# Амаглеба (Ванський муніципалітет)
Амаглеба (груз. ამაღლება) — село в Грузії.
За даними перепису населення 2014 року в селі проживає 1052 особи.